# Maria Martins
Maria de Lourdes Alves Barbosa -més coneguda com a Maria Martins- (Campanha, 7 d'agost de 1894- Rio de Janeiro, 28 de març de 1973) fou una escultora, dissenyadora, gravadora, pintora, escriptora i música brasilera.

## Biografia
Nascuda al municipi de Campanha, Minas Gerais, el 7 d'agost de 1894, era filla de João Luís Alves —senador, ministre de Justícia de l'Antiga República i membre de l'Acadèmia Brasilera de Lletres—, i Fernandina de Faria Ahmed; els seus avis paterns eren João Luís Alves i Bárbara Luísa Barbosa d'Alves, mentre que els materns foren Fernando Antônio de Faria i Maria Vitória Pereira de Faria. El 1940 feu una escultura anomenada O Impossível: és un personatge masculí i femení en un enfrontament que sembla etern.
Es casà per primera vegada amb el jurista i historiador Otávio Tarquínio de Sousa, del qual se separà; després es casà amb el diplomàtic Carlos Martins Pereira, gautxo amic de la infantesa de Getúlio Vargas —de qui l'artista es convertiria en amiga. Carlos Martins fou ambaixador de Brasil abans i després de la Segona Guerra Mundial, primer al Japó i després a Europa.

## Carrera artística
Maria Martins inicialment s'interessà en la música; posteriorment estudià pintura a París, però als trenta anys, es dedicà a l'escultura. També a França, comença a treballar la fusta i al Japó aprengué a modelar terracota, marbre i cera perduda. El 1939, cursà estudis d'escultura amb Oscar Jesper a Brussel·les, època en què començà a utilitzar el bronze, que esdevindria de llavors ençà el principal suport de la seua obra.
A Brasil, exposà principalment en la Biennal de São Paulo, instància en què participà des del primer esdeveniment que es realitza al 1951; en la versió de 1955 obtingué un dels seus primers reconeixements en ser guardonada amb el títol de millor escultora nacional gràcies al seu treball A soma dos nossos dias.
A l'estranger és on més destacà. El 1941, organitzà la seua primera exposició a Washington, i al mateix any, exposà també a París i a Rio de Janeiro. Fixa l'estudi a Nova York, i oferí part del seu treball a la Corcoran Gallery of Art de Washington: una de les obres exposades l'adquirí el Museu d'Art Modern de Nova York.

Noms influents s'interessaren en el seu treball, i aviat les seues escultures esdevingueren part de la col·lecció de personatges com Max Jiménez de Costa Rica, Federico Cantú de Mèxic i Mario Carreño de Cuba. Al 1968, en una entrevista amb Clarice Lispector assenyalà: 
| « | «Um dia me deu vontade de talhar madeira e saiu um objeto que eu amei. E depois desse dia me entreguei de corpo e alma à escultura. Primeiro, em terracota, depois mármore, depois cera perdida que não tem limitações» | «Un dia m'entraren ganes de tallar fusta i n'isqué un objecte que vaig estimar. I després d'aquell dia em vaig lliurar en cos i ànima a l'escultura. Primer, en terracota, després marbre, després cera perduda, que no té límits». | » |

Les seues escultures representen formes orgàniques, retorçades i sensuals que evoquen les cultures arcaiques inspirades per les llegendes i natura amazòniques, la qual cosa atragué l'atenció de surrealistes com André Breton.
Fou una artista influenciada pel surrealisme; les seues obres són reconegudes internacionalment i algunes són en diversos museus al voltant del món: al Museu d'Art de Filadèlfia, al Metropolità de Nova York (MoMA), al d'Art Modern de Sâo Paulo (MAM), al Palau de les Arts de la USP, al Palau de Planalto a Brasília, entre d'altres. Al Palau d'Itamaraty a Brasília hi ha dues escultures seues: A mulher i sua sombra i O canto da noite.
Fou amant del pintor i escultor franconord-americà Marcel Duchamp i del feixista Benito Mussolini, amiga de Picasso i Mondrian; entrevistà Mao Zedong i realitzà, a la primeria del segle xx, coses que eren impensables per a una dona.